# Jodrell Bank
Jodrell Bank är ett anrikt radioteleskopsobservatorium i Manchester, England. Platsen användes 1945 för första gången för forskning inom astrofysik när Bernard Lovell använde radarutrustning från andra världskriget för att undersöka kosmisk strålning.
Observatoriet utsågs till världsarv av Unesco år 2019.